# (Baby Tell Me) Can You Dance
A (Baby Tell Me) Can You Dance című dal az amerikai Shanice debütáló kislemeze a Discovery című albumról. A dal csupán az amerikai Billboard listára került fel.

## Megjelenések
12"  A&M Records – SP-12235
- A1	(Baby Tell Me) Can You Dance (Club Mix) 6:58
- A2	(Baby Tell Me) Can You Dance (Instrumental) 5:44
- B1	(Baby Tell Me) Can You Dance (Radio Mix) 5:44
- B2	(Baby Tell Me) Can You Dance (The Shep Pettibone Mix) 6:53 Edited By – Tuta Aquino, Edited By, Producer [Additional] – Shep Pettibone, Engineer [Mix] – Bob Rosa

## Videóklip
A videóklip egy éjszakai városban zajlik, ahol Shanice sok más táncossal együtt táncol.

## Slágerlista
| Slágerlista (1987)                                | Legjobb helyezés |
| ------------------------------------------------- | ---------------- |
| U.S. Billboard Hot 100                            | 50               |
| U.S. Billboard Hot R&B/Hip-Hop Singles & Tracks   | 6                |
| U.S. Billboard Hot Dance Music/Club Play          | 16               |
| U.S. Billboard Hot Dance Music/Maxi-Singles Sales | 39               |